# Tritegeus bisulcatus
Tritegeus bisulcatus är en kvalsterart som beskrevs av Grandjean 1953. Tritegeus bisulcatus ingår i släktet Tritegeus och familjen Cepheidae. Inga underarter finns listade i Catalogue of Life.